# Sabin Ilie
Sabin Ilie (n. 11 mai 1975, Craiova, România) este un fotbalist român retras din activitate. A fost golgheter în sezonul Diviziei A 1996-1997, marcând 31 de goluri în 31 de meciuri. Este fratele lui Adrian Ilie.

## Palmares
Steaua București
- Divizia A: 1995–96, 1996–97
- Cupa României: 1995–96, 1996–97
- Supercupa României: 1995

Individual
- Divizia A cel mai bun marcator: 1996–97 (31 de goluri)
- China League One cel mai bun marcator: 2008 (18 goluri)